# Žíněnka
Žíněnka (angl.: horse hair fabric, něm.: Rosshaargewebe) je pružná tkanina s jemně zrnitým povrchem vyrobená z bavlněné osnovy a z útku známého ve třech variantách:
- z koňských žíní družených (vedle sebe volně ložených) s bavlněnou nebo viskózovou nití
- z koňských žíní obeskaných bavlněnou nití
- z umělých žíní – obvykle z měďnatých monofilů

Tkaniny se vyrábějí ve všech základních vazbách, dostava po útku bývá od 20/cm (výztuže oděvů) až do cca 50/cm (potahy nábytku a autosedadel).

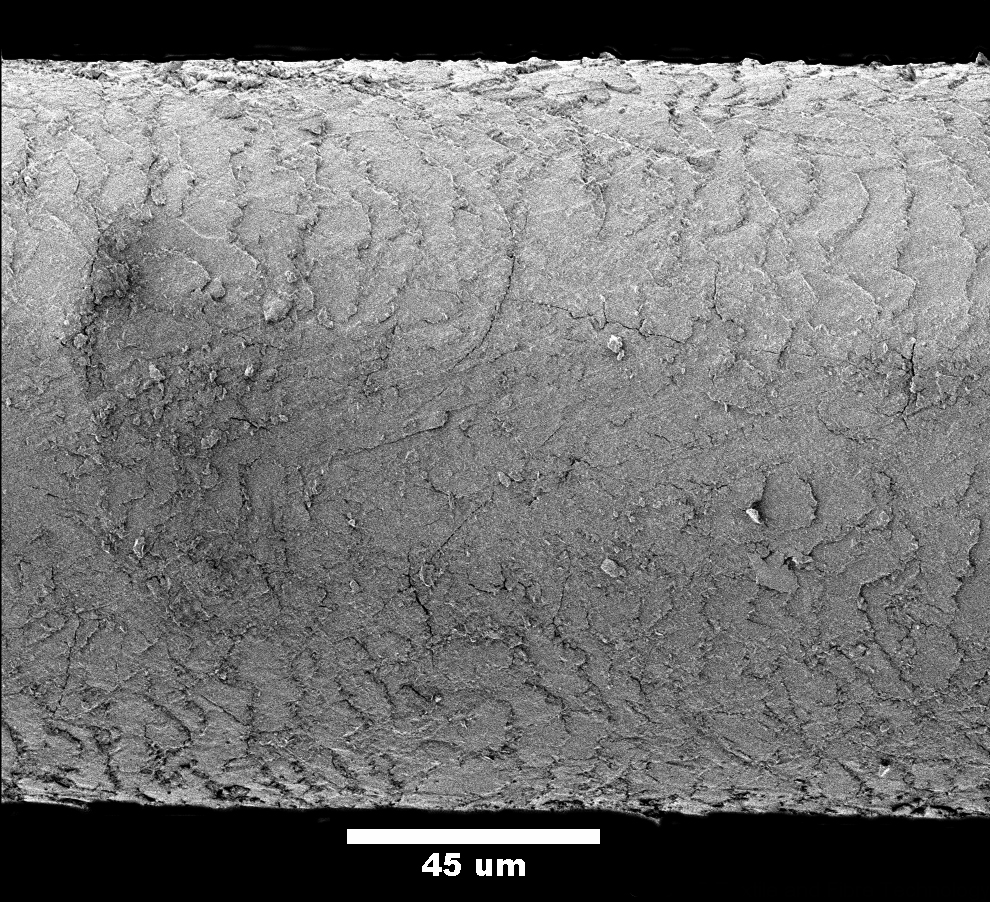
Koňská žíně cca 900 x zvětšená

## Žíněnky z pravých koňských žíní

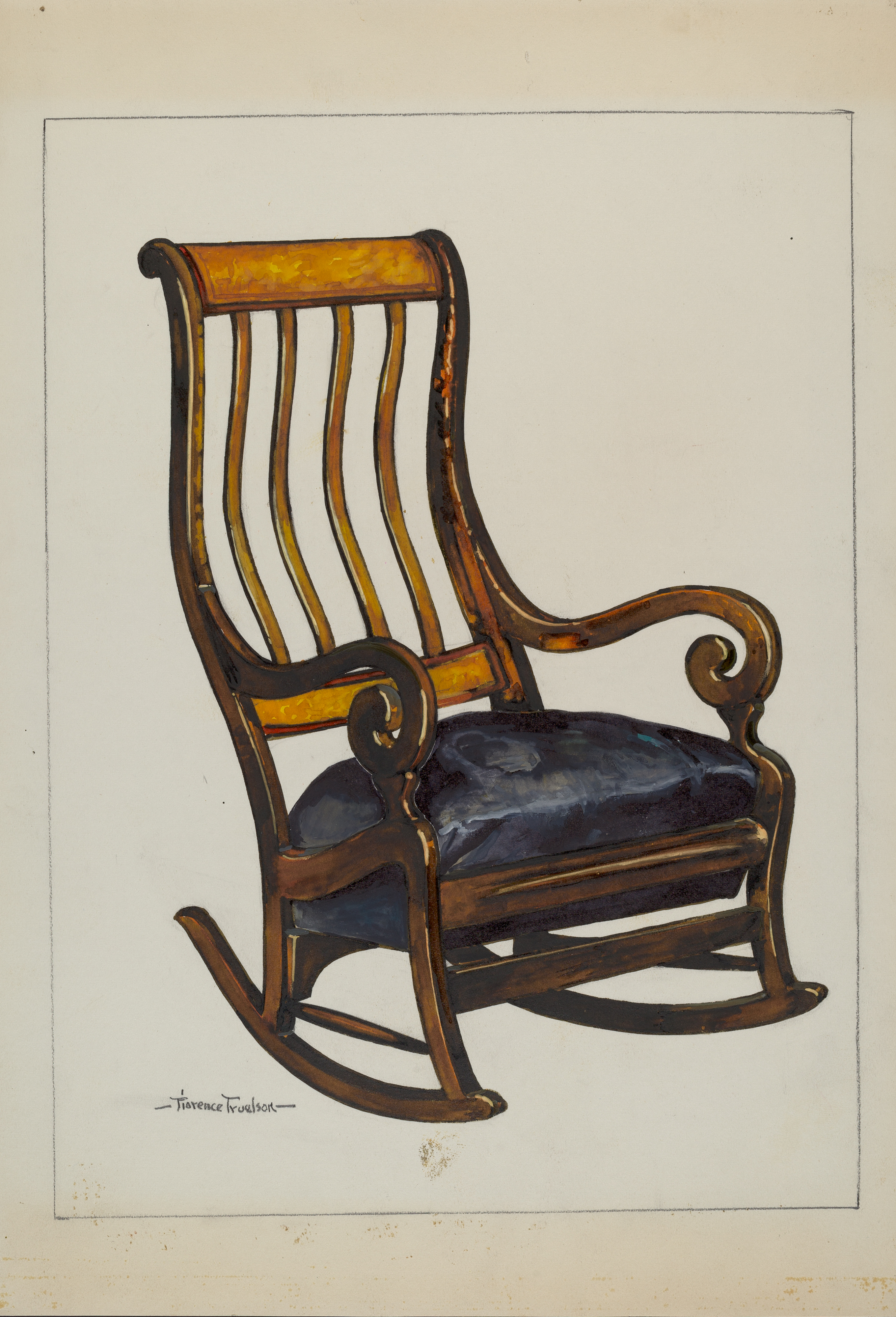
Potah ze žíněnky na houpací židli (USA asi v roce 1937)

Žíněnky z pravých koňských žíní se tkají (v roce 2012) na stavech z konce 19. století v maximální šířce 70 cm (se světlými žíněmi jen do 55 cm).
Použití: luxusní výrobky, např. nábytkové potahy, exkluzivní kabelky, výztuže (drahých) sak a plášťů, podkladové tkaniny na výšivky aj.